# Xylocopa conradsiana
Xylocopa conradsiana là một loài Hymenoptera trong họ Apidae. Loài này được Friese mô tả khoa học năm 1911.